# Jinan
Jinan (chiń. upr. 济南; chiń. trad. 濟南; pinyin Jǐnán, wym. [t͡ɕi˧˩nan˧˥]) – miasto we wschodnich Chinach, nad rzeką Huang He, ośrodek administracyjny prowincji Szantung. W 2010 roku liczba mieszkańców strefy zurbanizowanej wynosiła 2 227 937. Zespół miejski w 1999 roku liczył 5 576 309 mieszkańców. 
Ośrodek szkolnictwa wyższego, wyrobu ceramiki oraz przemysłu maszynowego, samochodowego, taboru kolejowego, włókienniczego, chemicznego, papierniczego oraz spożywczego. Miasto posiada własny port lotniczy.
Siedziba rzymskokatolickiej archidiecezji Jinan.

## Miasta partnerskie
- Szczecin, Polska[4]
- Wakayama, Japonia
- Coventry, Wielka Brytania
- Yamaguchi, Japonia
- Rennes, Francja
- Sacramento, Stany Zjednoczone
- Regina, Kanada
- Port Moresby, Papua-Nowa Gwinea
- Suwŏn, Korea Południowa
- Niżny Nowogród, Rosja
- Vantaa, Finlandia
- Joondalup, Australia
- Augsburg, Niemcy